# Tortoreta capblava
La tortoreta capblava (Turtur brehmeri) és un és una tórtora, per tant un ocell de la família dels colúmbids (Columbidae) que habita el pis inferior de la selva d'Àfrica Occidental i Central, des de Guinea cap a l'est fins al nord-est de la República Democràtica del Congo i cap al sud fins al centre i sud-oest d'aquesta mateixa república i la zona limítrofa d'Angola.